# Colonia San José (Santa Fe)
Colonia San José es una comuna del Departamento Las Colonias, Provincia de Santa Fe, Argentina.

## Ubicación
Se encuentra ubicada a 15 km al oeste de la ciudad de Santa Fe, a la vera de la Autovía Ruta Nacional N.º 19

## Población y demografía
Cuenta con 376 habitantes, según datos del Censo 2010.

## Historia
El pueblo se fundó en el año 1871 por los señores Emilio Foster y Claudio Seguí. La Comuna fue creada el 10 de marzo de 1982.

## Escuelas
- Escuela Nº 860 "Domingo Faustino Sarmiento"
- Escuela N.º 352 "F. Candioti"
- Escuela N.º 1298 S/N